# Veronica Battelani
Veronica Battelani (Imola, 23 luglio 2002) è una calciatrice italiana, centrocampista offensivo del Bologna.

## Carriera

### Club
Fino al 2018 gioca per l'Osteria Grande, dopo l'avventura con la maglia del Riccione, sia nelle giovanili che nella squadra titolare, per la prima parte della carriera, nell'estate 2018 Battelani si trasferisce al Sassuolo. Alla sua prima stagione in maglia neroverde è impiegata sia nella formazione che disputa il Campionato Primavera, che nella squadra titolare ala guida del tecnico Gianpiero Piovani, dove durante la stagione 2018-2019 matura 4 presenze in campionato e segnando la sua prima rete il 24 novembre 2018, alla 8ª giornata, quella che al 65' porta sul 3-0 il parziale con il Verona, incontro poi terminato 4-1. Dopo essere rimasta impegnata nella stagione seguente più con la giovanile neroverde che con la squadra titolare, condivide con le compagne di squadra la migliore stagione del Sassuolo, che nella stagione 2020-2021 raggiunge il terzo posto in campionato, con Battelani tra le calciatrici più utilizzate da Piovani.
Nell'estate 2021 viene trasferita in prestito alla Sampdoria, società iscrittasi al campionato di Serie A dopo aver acquisito il titolo sportivo del Florentia San Gimignano.
Dopo l'esperienza alla Sampdoria, per la stagione 2022-2023 è andata, ancora una volta in prestito, al Pomigliano, continuando a giocare in Serie A. 
Terminata l'esperienza con il club campano, di rientro dal prestito viene nuovamente ceduta alla Sampdoria, con la stessa formula, per una seconda stagione.
Durante la sessione estiva di calciomercato 2024 viene annunciato il suo trasferimento, a titolo definitivo, al Bologna, andando a rinforzare l'organico del club felsineo alla ricerca della promozione dalla serie cadetta.

## Statistiche

### Presenze e reti nei club
Aggiornato al 5 maggio 2024.
| Stagione         | Squadra          | Campionato       | Campionato | Campionato | Coppe nazionali | Coppe nazionali | Coppe nazionali | Coppe continentali | Coppe continentali | Coppe continentali | Altre coppe | Altre coppe | Altre coppe | Totale | Totale |
| Stagione         | Squadra          | Comp             | Pres       | Reti       | Comp            | Pres            | Reti            | Comp               | Pres               | Reti               | Comp        | Pres        | Reti        | Pres   | Reti   |
| ---------------- | ---------------- | ---------------- | ---------- | ---------- | --------------- | --------------- | --------------- | ------------------ | ------------------ | ------------------ | ----------- | ----------- | ----------- | ------ | ------ |
| 2018-2019        | Sassuolo         | A                | 4          | 1          | CI              | -               | -               | -                  | -                  | -                  | -           | -           | -           | 4      | 1      |
| 2019-2020        | Sassuolo         | A                | 2          | 0          | CI              | -               | -               | -                  | -                  | -                  | -           | -           | -           | 2      | 0      |
| 2020-2021        | Sassuolo         | A                | 19         | 0          | CI              | -               | -               | -                  | -                  | -                  | -           | -           | -           | 19     | 0      |
| Totale Sassuolo  | Totale Sassuolo  | Totale Sassuolo  | 25         | 1          |                 | -               | -               |                    | -                  | -                  |             | -           | -           | 25     | 1      |
| 2021-2022        | Sampdoria        | A                | 18         | 0          | CI              | 4               | 0               | -                  | -                  | -                  | -           | -           | -           | 22     | 0      |
| 2022-2023        | Pomigliano       | A                | 23+2       | 2          | CI              | 3               | 0               | -                  | -                  | -                  | -           | -           | -           | 28     | 2      |
| 2023-2024        | Sampdoria        | A                | 17         | 0          | CI              | 3               | 0               | -                  | -                  | -                  | -           | -           | -           | 20     | 0      |
| Totale Sampdoria | Totale Sampdoria | Totale Sampdoria | 35         | 0          |                 | 7               | 0               |                    | -                  | -                  |             | -           | -           | 42     | 0      |
| 2024-2025        | Bologna          | B                | -          | -          | CI              | -               | -               | -                  | -                  | -                  | -           | -           | -           | -      | -      |
| Totale club      | Totale club      | Totale club      | 85         | 3          |                 | 10              | 0               |                    | -                  | -                  |             | -           | -           | 95     | 3      |

### Cronologia delle presenze e delle reti in Nazionale
| Cronologia completa delle presenze e delle reti in nazionale ― Italia under 17 | Cronologia completa delle presenze e delle reti in nazionale ― Italia under 17 | Cronologia completa delle presenze e delle reti in nazionale ― Italia under 17 | Cronologia completa delle presenze e delle reti in nazionale ― Italia under 17 | Cronologia completa delle presenze e delle reti in nazionale ― Italia under 17 | Cronologia completa delle presenze e delle reti in nazionale ― Italia under 17 | Cronologia completa delle presenze e delle reti in nazionale ― Italia under 17 | Cronologia completa delle presenze e delle reti in nazionale ― Italia under 17 |
| Data                                                                           | Città                                                                          | In casa                                                                        | Risultato                                                                      | Ospiti                                                                         | Competizione                                                                   | Reti                                                                           | Note                                                                           |
| ------------------------------------------------------------------------------ | ------------------------------------------------------------------------------ | ------------------------------------------------------------------------------ | ------------------------------------------------------------------------------ | ------------------------------------------------------------------------------ | ------------------------------------------------------------------------------ | ------------------------------------------------------------------------------ | ------------------------------------------------------------------------------ |
| 9-5-2018                                                                       | Šiauliai                                                                       | Italia under 17                                                                | 0 – 0                                                                          | Spagna under 17                                                                | Europeo under 17 2018                                                          | -                                                                              | 64’                                                                            |
| 12-5-2018                                                                      | Marijampolė                                                                    | Polonia under 17                                                               | 0 – 0                                                                          | Italia under 17                                                                | Europeo under 17 2018                                                          | -                                                                              | 69’                                                                            |
| 15-5-2018                                                                      | Marijampolė                                                                    | Inghilterra under 17                                                           | 4 – 0                                                                          | Italia under 17                                                                | Europeo under 17 2018                                                          | -                                                                              | 50’                                                                            |
| 22-10-2018                                                                     | Podgorica                                                                      | Italia under 17                                                                | 2 – 1                                                                          | Montenegro under 17                                                            | Europeo under 17 2019                                                          | 1                                                                              | 72’                                                                            |
| 25-10-2018                                                                     | Nikšić                                                                         | Italia under 17                                                                | 1 – 0                                                                          | Romania under 17                                                               | Europeo under 17 2019                                                          | -                                                                              |                                                                                |
| 28-10-2018                                                                     | Podgorica                                                                      | Finlandia under 17                                                             | 0 – 2                                                                          | Italia under 17                                                                | Europeo under 17 2019                                                          | 1                                                                              | 89’                                                                            |
| Totale                                                                         |                                                                                | Presenze                                                                       | 6                                                                              |                                                                                | Reti                                                                           | 2                                                                              |                                                                                |